# Bezirk Brig
Zum Bezirk Brig (französisch District de Brigue) im Kanton Wallis gehören folgende Gemeinden:
| Wappen       | Name der Gemeinde | Einwohner (31. Dezember 2023) | Fläche in km² | Einw. pro km² |
| ------------ | ----------------- | ----------------------------- | ------------- | ------------- |
| Brig-Glis    | Brig-Glis         | 13'976                        | 37,67         | 371           |
| Eggerberg    | Eggerberg         | 329                           | 6,05          | 54            |
| Naters       | Naters            | 10'605                        | 147,22        | 72            |
| Ried-Brig    | Ried-Brig         | 2254                          | 47,57         | 47            |
| Simplon      | Simplon           | 281                           | 91,01         | 3             |
| Termen       | Termen            | 1187                          | 18,65         | 64            |
| Zwischbergen | Zwischbergen      | 81                            | 86,03         | 1             |
| Total (7)    | Total (7)         | 28'713                        | 434,20        | 66            |

## Veränderungen im Gemeindebestand

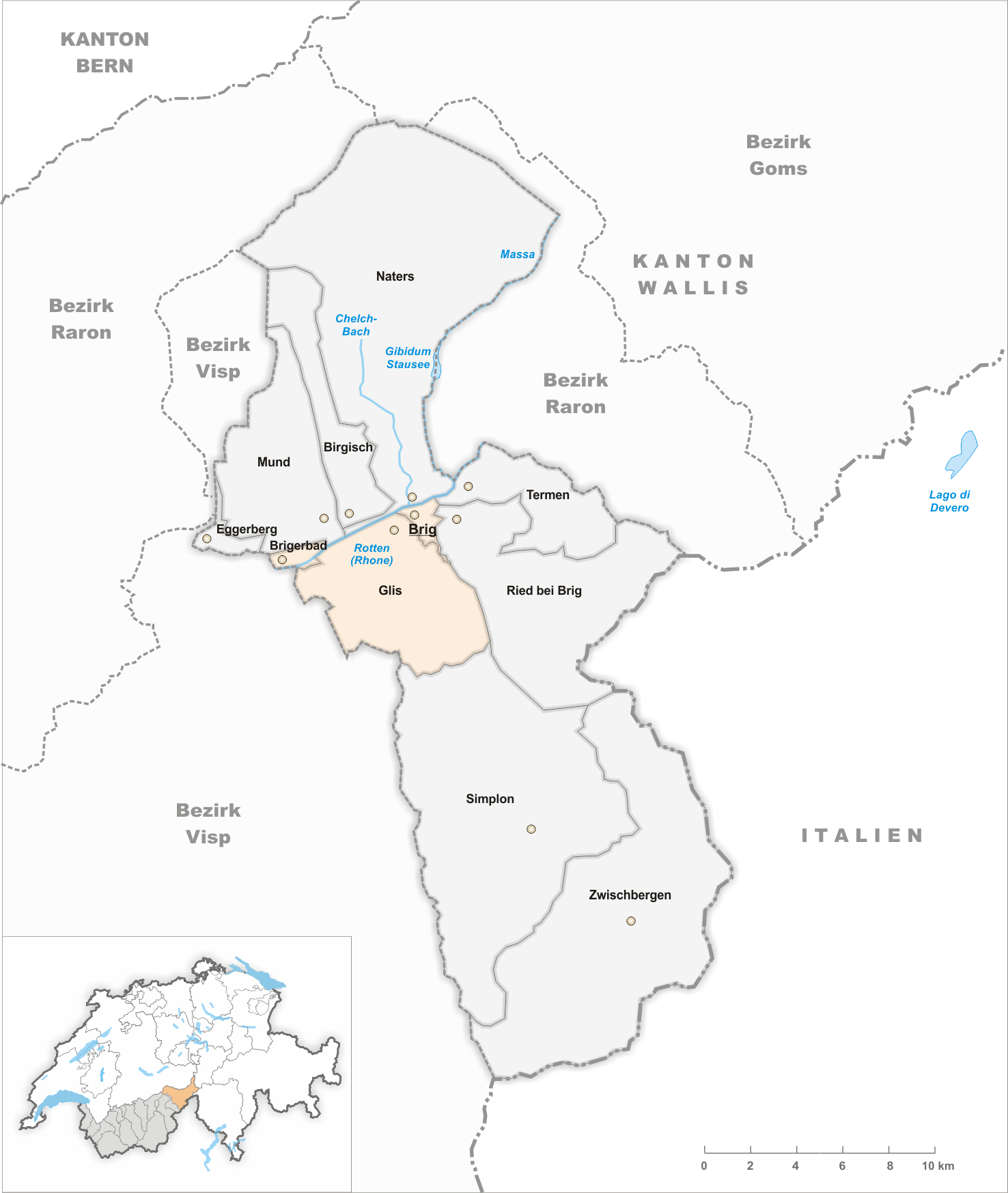
Gemeinden bis 1971
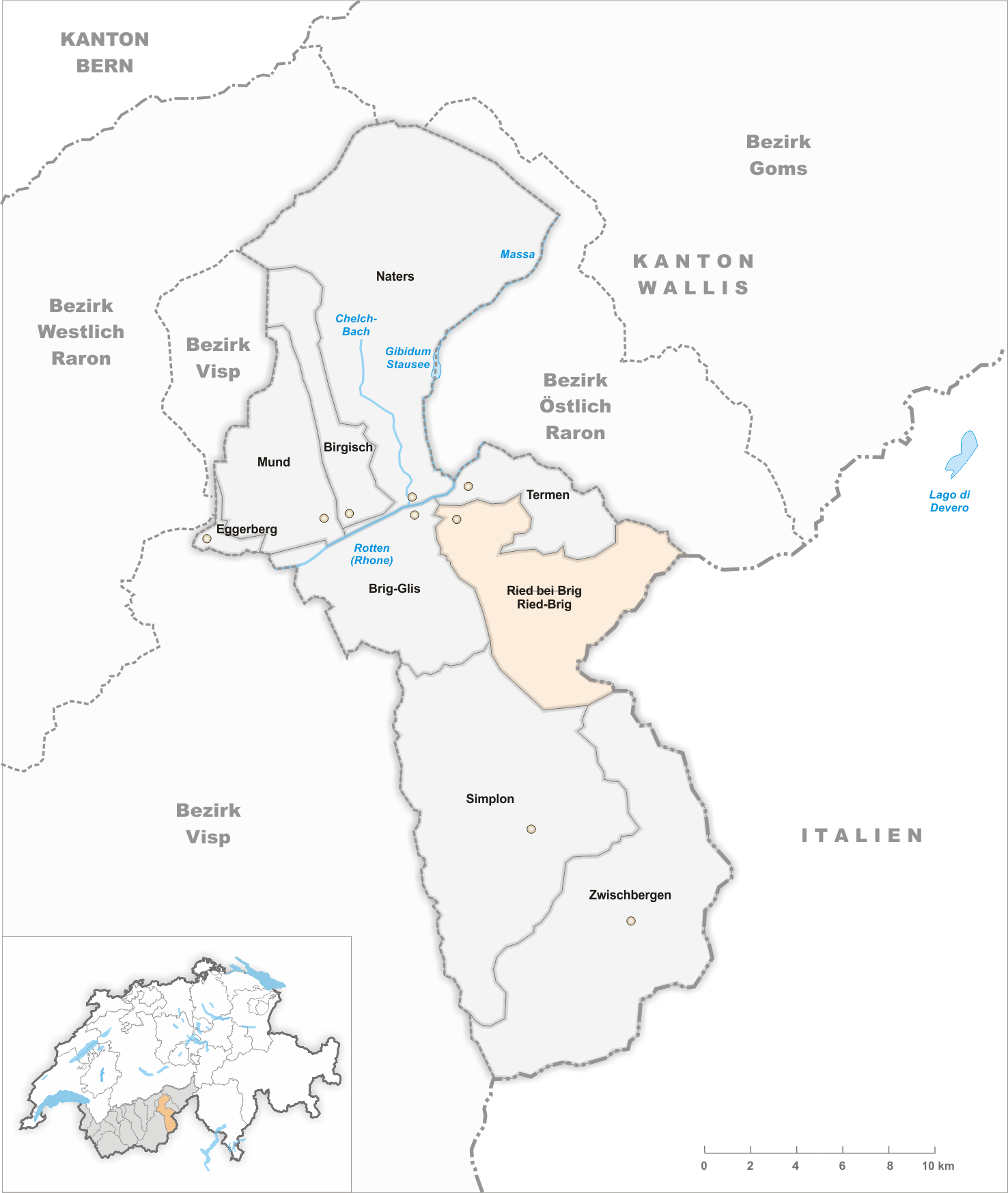
Gemeinden bis 1993
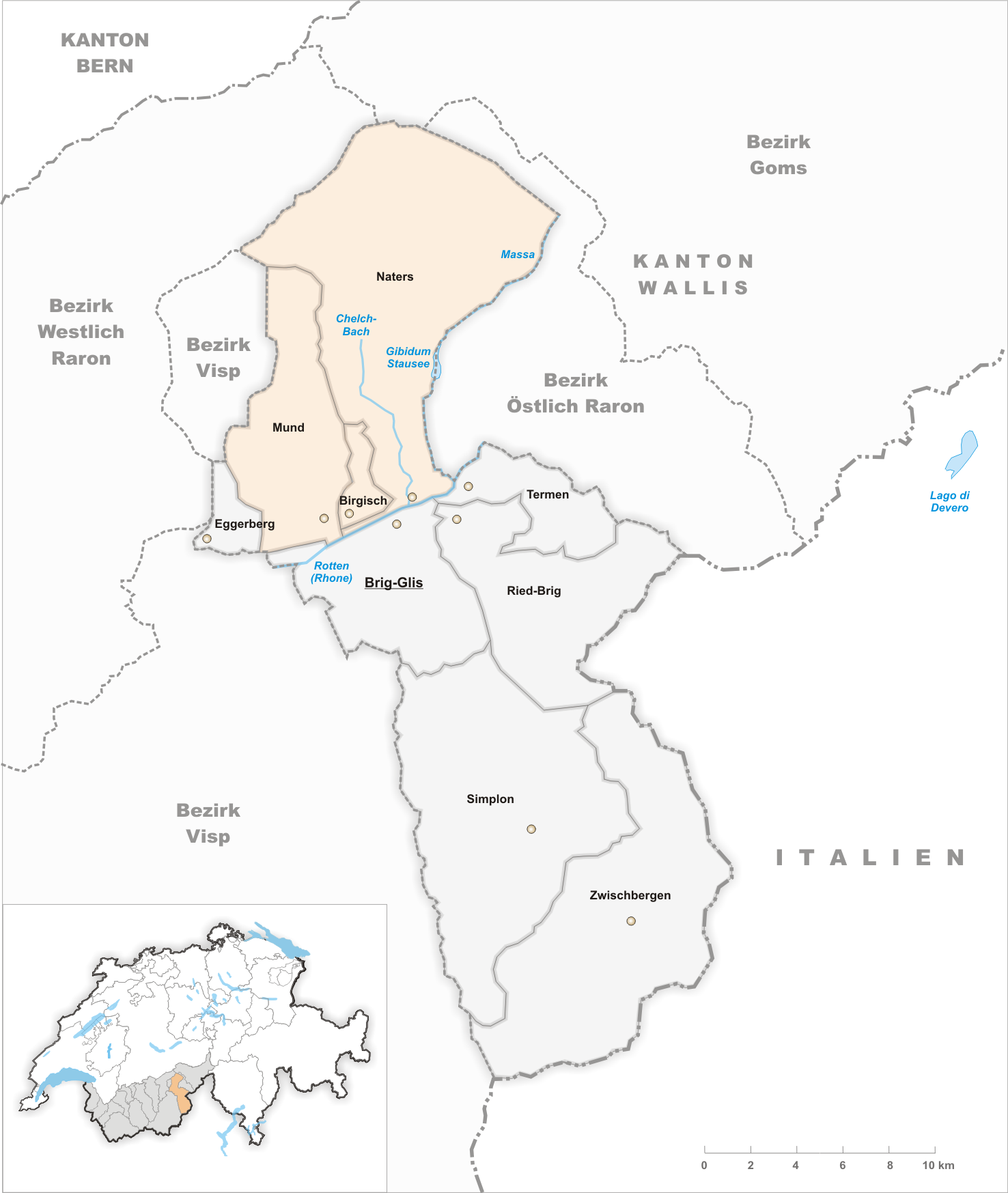
Gemeinden bis 2012

- 1973: Fusion Brig, Brigerbad und Glis → Brig-Glis
- 1994: Namensänderung Ried bei Brig → Ried-Brig
- 2013: Fusion Birgisch, Mund und Naters → Naters

## Ortschaften
| PLZ  | Name der Ortschaft | Gemeinde     |
| ---- | ------------------ | ------------ |
| 3900 | Brig               | Brig-Glis    |
| 3900 | Brigerbad          | Brig-Glis    |
| 3900 | Gamsen             | Brig-Glis    |
| 3902 | Glis               | Brig-Glis    |
|      | Berg               | Eggerberg    |
|      | Eggen              | Eggerberg    |
|      | Engerhaus          | Eggerberg    |
|      | Finnen             | Eggerberg    |
|      | Halta              | Eggerberg    |
|      | Hohwang            | Eggerberg    |
|      | Lipboden           | Eggerberg    |
|      | Mühlackern         | Eggerberg    |
|      | Nest               | Eggerberg    |
|      | Rohrli             | Eggerberg    |
|      | Schliecht          | Eggerberg    |
|      | Wang               | Eggerberg    |
|      | Weitematte         | Eggerberg    |
|      | Wirmsland          | Eggerberg    |
|      | Wyer               | Eggerberg    |
|      | Zum Stadel         | Eggerberg    |
| 3914 | Belalp             | Naters       |
| 3914 | Blatten bei Naters | Naters       |
| 3903 | Birgisch           | Naters       |
| 3903 | Mund               | Naters       |
| 3904 | Naters             | Naters       |
|      | Rischinen          | Naters       |
|      | Mäderalp           | Ried-Brig    |
|      | Rothwald           | Ried-Brig    |
|      | Schallberg         | Ried-Brig    |
|      | Egga               | Simplon      |
|      | Gabi               | Simplon      |
|      | Simplon-Dorf       | Simplon      |
|      | Simplonpass        | Simplon      |
|      | Rosswald           | Termen       |
|      | Gondo              | Zwischbergen |